# 清塘铺镇
清塘铺镇，是中华人民共和国湖南省益阳市安化县下辖的一个乡镇级行政单位。

## 行政区划
清塘铺镇下辖以下地区：
清塘社区、回春社区、袁桃社区、晓桥铺村、梧桐村、久泽坪村、洞天村、八里潭村、罗峒村、曾家桥村、桑树坪村、龙坳坪村、檀树村、中石村、石板村、下溪村、苏溪村、栗山坳村、碧岩村、牛角塘村、木桥村、太平塅村、山溪村、长乐村、寥家村、塘湾村、杉山村、云雾山村、红岩村、鱼水村、沙坪村和文丰村。